# Sant Vicenç de Montalt
Sant Vicenç de Montalt ist eine katalanische Gemeinde in der Provinz Barcelona im Nordosten Spaniens. Sie liegt in der Comarca Maresme.

## Geografie
Sant Vicenç de Montalt liegt etwa 40 Kilometer nordöstlich von Barcelona an der Mittelmeerküste,
an der so genannten Costa del Maresme.